# Пасіонарна ознака
Пасіонарна ознака — рецесивна генетична ознака, що передається у спадок і лежить, згідно з гіпотезою Л. М. Гумільова, в основі феномену пасіонарності як риси конституції людини. Необхідність притягнути  генетику для пояснення причин етнічних процесів виникла як наслідок ряду емпіричних узагальнень:
- Л. М. Гумильовим було встановлене, що цілеспрямована поведінкова активність породжується не дією соціального середовища, а певною конституційною рисою людини (а такі риси, як відомо, контролюються генетично).
- Масова поява на деякій території надактивних людей, які починають ламати існуючі традиції і створювати нову етнічну систему (це явище описане як пасіонарний поштовх), не знаходило ніяких інших пояснень, окрім генетичної мікромутації. Усі традиційні (головним чином соціально-економічні) теорії пояснювали лише окремі сторони подібних явищ і виявлялися нездатними виявити загальну їх першопричину.
- Був виявлений процес, що визначає хід будь-якого етногенезу: спочатку число пасіонаріїв швидко росте, що супроводжується створенням нових соціальних структур і експансією, потім їх число коливається біля свого граничного рівня (акматична фаза етногенезу), потім настає різкий спад і вихід на певний рівень, такий, що плавно знижується, аж поки пасіонарні особи не перестають фіксуватися історичними джерелами. Крім того, були відмічені коливання пасіонарності з періодом приблизно в 100 років в ході усього етногенезу, а також процес витіснення пасіонарності на краї ареалу етнічної системи, що відповідає закону витіснення рецесивних ознак (відкритому М. І. Вавиловим).

Усі ці факти і закономірності дозволяли з достатньою упевненістю говорити про генетичну ознаку, контролюючу пасіонарність людей, і назвати її пасіонарною ознакою.
Пасіонарії є людьми нового складу в  популяції. Вони ламають усталений життєвий устрій, через що вступають у конфлікт з суспільством. Вони організовуються в групи ( консорції), ті, у свою чергу, стають ядрами нових етносів, що утворюються зазвичай через 130—160 років після «пасіонарного поштовху», і висувають ідеології, які стають їх домінантами.
У контексті визначення використовується в значенні «заповзятливі, активні і ризикові люди, які прагнуть досягти мети, переборюючи страх смерті».
Прикладами таких особистостей є Ян Гус, Жанна д'Арк, протопоп Авакум, Олександр Македонський, Аятолла Хомейні.

## Ресурси Інтернету
- Мичурин В. А. Словарь понятий и терминов теории этногенеза. М., 1993.
- История — наука естественная, или визит к профессору Гумилёву.